# Dendrophryniscus
A Dendrophryniscus a kétéltűek (Amphibia) osztályába és  a békák (Anura) rendjébe és a varangyfélék (Bufonidae) családjába tartozó nem.

## Előfordulásuk
Brazília, Kolumbia, Ecuador, Peru és Guyana területén honosak az ide tartozó fajok.

## Rendszerezés
A nembe az alábbi fajok tartoznak:
- Dendrophryniscus berthalutzae Izecksohn, 1994
- Dendrophryniscus brevipollicatus Jiménez de la Espada, 1870
- Dendrophryniscus carvalhoi Izecksohn, 1994
- Dendrophryniscus davori Cruz, Caramaschi, Fusinatto, and Brasileiro, 2019
- Dendrophryniscus haddadi Cruz, Caramaschi, Fusinatto, and Brasileiro, 2019
- Dendrophryniscus imitator (Miranda-Ribeiro, 1920)
- Dendrophryniscus izecksohni Cruz, Caramaschi, Fusinatto, and Brasileiro, 2019
- Dendrophryniscus jureia Cruz, Caramaschi, Fusinatto, and Brasileiro, 2019
- Dendrophryniscus krausae Cruz & Fusinatto, 2008
- Dendrophryniscus lauroi (Miranda-Ribeiro, 1926)
- Dendrophryniscus leucomystax Izecksohn, 1968
- Dendrophryniscus oreites Recoder, Teixeira, Cassimiro, Camacho, and Rodrigues, 2010
- Dendrophryniscus organensis Carvalho-e-Silva, Mongin, Izecksohn, and Carvalho-e-Silva, 2010
- Dendrophryniscus proboscideus (Boulenger, 1882)
- Dendrophryniscus skuki (Caramaschi, 2012)
- Dendrophryniscus stawiarskyi Izecksohn, 1994